# Denna dag stod Kristus opp
Denna dag stod Kristus opp är en påskpsalm översatt/bearbetad av Jane Eliza Leeson 1853 utifrån en latinsk sekvens från omkring år 1100. Britt G Hallqvist översatte psalmen till svenska 1984. Melodin av Robert Williams är från 1817 (2/2, F-dur). 
I var och en av de fyra stroferna återkommer jubelropet Halleluja fyra gånger, med jämna mellanrum. Även för övrigt präglas den första och den sista strofen av uttryck för glädje och tacksamhet. Strof två och tre är något lugnare och innehåller också en hel del undervisning om Jesus offerdöd.

## Publicerad som
- Nr 151 i Den svenska psalmboken 1986